# Kanton Thionville-Ouest
Kanton Thionville-Ouest (fr. Canton de Thionville-Ouest) byl francouzský kanton v departementu Moselle v regionu Lotrinsko. Tvořila ho pouze západní část města Thionville. Zrušen byl po reformě kantonů 2014.